# ティターノ山
ティターノ山（イタリア語: Monte Titano）は、サンマリノの山。アペニン山脈の一角を成す同国の最高峰で、標高は739メートルである。
2008年に「中世以来の独立した共和制の継続を示す証拠」として首都サンマリノ市の史跡群とともにユネスコの世界遺産に登録された。

## 歴史

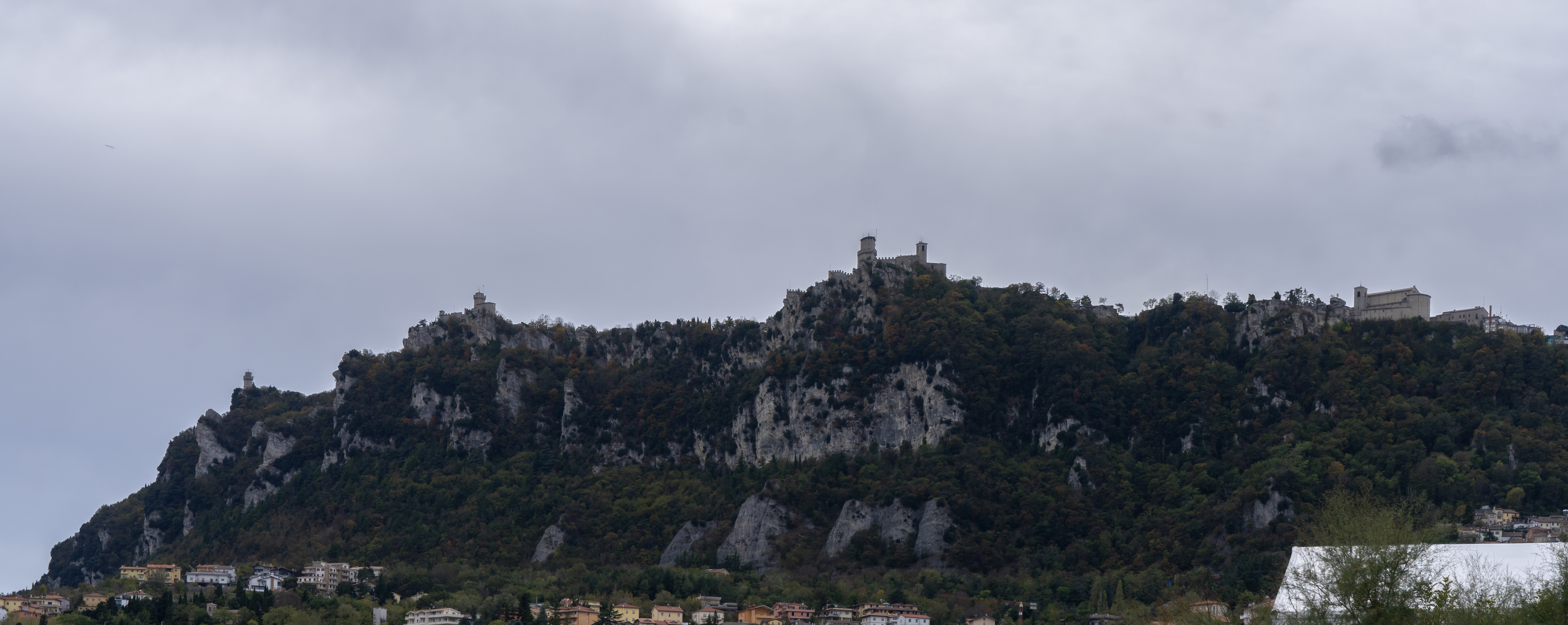
背後に山の三峰が見える

口碑によると、4世紀初めにローマ皇帝ディオクレティアヌスのキリスト教迫害からイタリア半島へ逃れた者に、クロアチアのラブ島の石工マリヌス（聖マリヌス）がいた。彼はローマで未亡人フェリチータに雇われ、亡くなった夫の石棺をつくった。そこで彼はキリスト教の教義を説き、彼女を改宗させた。その後、マリヌスは彼女からティターノ山を譲り受けた。マリヌスはそこに郎党とともに落ち延び、宗教的コミュニティを建設、これが現在のサンマリノ市となった。マリヌスはリミニのガウデンツィオから助祭に任じられ、リミニで布教にいそしんだが過労のため山中の庵に戻り、その後は自ら礼拝堂を建てて瞑想にふけった。
サンマリノの国名はこのようなマリヌスの聖心にならって名づけられた。山の三峰は「サンマリノの3つの塔」と呼ばれる。

## 地理
四角形をした国土の中央部にあたり、北西にサンマリノ市が、南にムラータ村が位置する。アドリア海とは13キロメートルしか離れていない。露頭は固い石灰岩である。海抜は739メートルであるが、ふもとからは200メートルほどの高さしかない。山頂からはサンマリノ全域を一望できる。数本の河川の源でもあり、山の西部から流れ出るサンマリノ川は幅広の渓谷を下ってマレッキア川と合し、アドリア海にそそぐ。また、マラーノに源を発するチャンド川はリミニとリッチオーネ・アウザの中間地点で同じくアドリア海に達する。エミリア・ロマーニャでは肥沃な平野が広がるが、マルケおよびモンテフェルトーロ地域ではなだらかな丘がつづく。
第三紀のサンマリノは海底にあったが、激しい地震活動が地殻の隆起を促した。これはティターノ山から80キロメートルほどの岩の塊を海に向けて転がすほどの威力で、この結果山々はさらに盛り上がった。山の斜面からはサメの歯など、中新世の魚類の化石が多く見つかっており、なかでも貴重なものはボローニャ考古学博物館に保存されている。
夏の平均最高気温は26℃、冬の平均最低気温は-7℃。一方、年間降水量は560ミリメートルから800ミリメートルの間で変動する。

## 生物相
地中海圏では標高による植生変化が顕著であるが、ティターノ山でのそれはクリ、オーク、キングサリ、イトスギ、モミ、その他潅木類、アスパラガスなど、乾燥地の植物で占められる。動物相は中山間地域でよく見られるものばかりで、鳥類ではチョウゲンボウ、フクロウ類、メンフクロウ、モリフクロウ、カササギ、ノスリ類など、ほ乳類ではノロ、イノシシ、シカ、イタチ類、テン類、ウサギ類、ハリネズミ類、ヨーロッパケナガイタチ、ヨーロッパアナグマ、アカギツネなどが挙げられる。

## 文化

サンマリノの国旗

3か所の峰にはグアイタ、チェスタ、モンターレの望楼がそびえ、サンマリノ市を三重にまもる格好となっている。いずれの望楼にもダチョウの羽根を模した金属製の風見鶏があるが、これは狼煙にかけた一種の地口（言葉遊び）と思われる。国旗中央の国章には望楼が3つとも描かれている。望楼間は道路が通じている。